# Гульченко, Моисей Николаевич
Гульченко Моисей Николаевич (род. 4 марта 1941 года)  — художник декоративно-прикладного искусства. Заслуженный художник РБ (2008). Член Союза художников  РФ с 1993 года.

## Биография
Гульченко Моисей Николаевич  родился 4 марта 1941 года в д. Ново-Украинка Кировоградской области Украинской ССР.
В 1965 году окончил художественно-графический факультет Ленинградского государственного педагогического института им. А.И. Герцена (1965).
С 1968 года живет в г. Уфе. Работал с 1972 по 1995 год  художником Башкирского творческо-производственного комбината.
Работает в области декоративно-прикладного и монументального искусства: в 1970—1980 годах - резьбой по дереву, с 1980-х годов -  художественной керамикой (панно, вазы, блюда, скульптуры малых форм, малая пластика). Рабочий материал -  шамот, для поверхностного покрытия применяет фарфор.
Работы художника хранятся в БГХМ им. М.В. Нестерова, Галерее «Эстер» (Екатеринбург), Галерее «Сангат» (Уфа), галерее искусств «Academia» (Уфа).

## Работы
Монументально-декоративные панно: «Готика» (1993), «Ночь» (2004; шамот, фарфор, глазури, окислы).
«Космос», «Храмы» (обе — 1993), «Скифское золото» (1995), «Охлебинино» (1996),  «Лучник», «Невеста» (2000; шамот, ангобы).
Декоративные колонны в гостинице «Турист» (1978), панно в ДК «Нефтяник» (1985; дерево, резьба), напольные вазы в ОАО «Башсбербанк» (1993),  картуш на фасаде БАТД (1999; керамика) и др.

## Выставки
Гульченко Моисей Николаевич - участник выставок с 1972 года.
Персональные выставки в Уфе (1987, 2002, 2006).

## Награды и звания
Заслуженный художник РБ (2008).